# 慶祝澳門特別行政區成立周年煙花匯演
慶祝澳門特別行政區成立周年煙花匯演（葡萄牙語：Espectáculo de Fogo-de-Artifício para as Celebrações do Aniversário do Estabelecimento da RAEM），簡稱為澳門回歸煙花表演、澳門回歸煙花匯演，是澳門特別行政區政府旅遊局為慶祝澳門回歸成立周年紀念的一個慶祝活動，目前是在每年12月20日（澳門回歸紀念日）晚上於澳門旅遊塔對開海面舉行。

## 概述
自1999年起，澳門特別行政區政府於觀音蓮花苑對開海面舉行慶祝回歸煙花匯演，直至2002年起改為在西灣湖一帶或澳門旅遊塔對開海面舉行。活動舉行時間方面，2004年澳門回歸五周年紀念日當天晚上改為晚上10時30分舉行，2005年、2006年2012年和2013年一度改為晚上9時30分舉行，其後於2015年至2018年固定在晚上9時於澳門旅遊塔對開海面燃放。
大型匯演方面，澳門特區政府曾於2009年（特區成立十周年）、2014年（特區成立十五周年）及2019年（特區成立二十周年）舉行大型煙花匯演慶祝活動，其中在2009年的慶祝澳門回歸十周年煙花匯演被稱為澳門史上最大規模煙花表演；2019年首次與中國內地廣東省珠海市舉行聯合煙花匯演，慶祝澳門特別行政區成立二十周年，並於煙花匯演過程中首次加入無人船和無人機表演。
2020年，因COVID-19疫情影響嚴重，旅遊局經評估後於同年12月11日提前宣佈取消回歸煙花表演，避免在表演期間大量人流聚集，減低群聚產生的風險。2021年繼續取消回歸煙花表演，改以「翱遊澳門無人機表演盛會」取代。

## 歷年資料[註 1]

### 1999年
澳門同胞慶祝澳門回歸祖國活動委員會舉行執委會會議，決定舉行大型活動慶祝澳門回歸，其中在12月20日及21日晚上，舉行不同款式的煙花匯演，當時在澳門半島觀音蓮花苑至澳門文化中心一帶對開海面舉行。

### 2000年
- 缺乏資料

### 2001年
澳門特區政府於觀音蓮花苑對開海面舉行慶回歸煙花匯演。

### 2002年及2003年
- 缺乏資料

### 2004年
2004年，旅遊局將回歸煙花表演改為在回歸日 (12月20日) 當晚10時30分舉行。

### 2005年至2008年
2005年、2007年和2008年，澳門旅遊局於澳門旅遊塔對開海面發放煙花慶祝回歸紀念。
2006年，澳門旅遊局於回歸當晚9時30分後舉行大型音樂煙花表演。煙花由兩首躉船發放，並伴隨著中式配樂，時長15分鐘，執行單位為湖南省瀏陽市宏吉煙花公司。

### 2010年至2013年
2010年及2011年，澳門旅遊局於晚上9時在旅遊塔對開海面燃放煙花，與市民共慶回歸。
2012年和2013年，回歸煙花表演舉行時間改為晚上9時30分，舉辦地點在澳門旅遊塔對開海面。

### 2015年至2018年
2015年，為慶祝澳門特別行政區成立16周年，澳門旅遊局於當天晚上9時在澳門旅遊塔及觀音蓮花苑對開海面舉行煙花匯演。
2016年至2018年，澳門旅遊局於澳門旅遊塔對開海面舉行煙花表演，一直在晚上9時進行，表演安排兩艘躉船在旅遊塔對開海面燃放。

### 2020年至2023年：停辦
2020年，因COVID-19疫情影響嚴重，旅遊局經評估後於同年12月11日提前宣佈取消回歸煙花表演，避免在表演期間大量人流聚集，減低群聚產生的風險。2021年，旅遊局繼續停辦回歸煙花表演，改以原於10月因保安及裝修群組疫情關係延期至12月舉行的「翱遊澳門無人機表演盛會」取代。
2022年及2023年，澳門特區政府未有計劃舉辦回歸煙花匯演。

### 2024年
2024年，為慶祝澳門特別行政區成立二十五周年紀念，回歸煙花匯演復辦。澳門旅遊局宣佈於2024年12月25日（聖誕節）晚上9時舉行“慶祝澳門特別行政區成立25周年煙花表演”，表演時長15分鐘，將圍繞5個主題帶來散發五彩光芒的煙花。
5個主題分別為“澳門，你好！”、“赤子之心 情伴復興”、“濠鏡澳畔 煥彩新程”、“聖誕華彩 澳門風情”及“誕夜花火 與澳同行”，展現澳門和諧共融、欣欣向榮的燦爛遠景；煙花將配上鐳射效果於夜空綻放別具意義的圖案，包括數字“75”和“25”、五角星、中國結、同心圓及彩虹橋等，象徵澳門回歸祖國後，“一國兩制”成功實踐，繁榮安定，居民生活持續改善，社會建設不斷邁上新台階。

## 大規模煙花匯演
在澳門回歸10周年（2009年）、15周年（2014年）及20周年（2019年）曾舉辦大規模煙花匯演慶祝澳門回歸祖國紀念，當中在2009年回歸日舉行澳門史上最大規模的煙花匯演；2019年更與中國內地廣東省珠海市橫琴新區舉行史上首次跨境煙花匯演，冠名為“澳珠煙花匯演”，活動更首次不在澳門回歸紀念日當天舉行，改為在12月22日冬至（星期日）當天舉行。

### 2009年：回歸十周年 澳門史上最大規模煙花匯演
為慶祝澳門回歸祖國十周年，澳門特別行政區政府舉行大型音樂煙花匯演，於澳門旅遊塔、觀音蓮花苑對開海面、空地及嘉樂庇總督大橋等七處地點發放煙花，本次舉行的煙花表演被稱為澳門史上最大規模的煙花表演。

#### 活動詳情
- 匯演以“全城歡慶”為主題，表演歷時25分鐘，同時分為五個篇章：序幕《普天同慶》、上篇《九九起航》、中篇《十年驛站》、下篇《百年驕傲》和尾聲《愛我中華》，總共將燃放各類煙花彈十萬九千九百發，也寓意“澳門回歸十週年，九九歸一”。在煙花發放高潮階涉嘉樂庇總督大橋閃現兩條千米煙花“瀑布”，展現“銀河落九天”的壯闊景象。曲目方面包括《七子之歌》、《我的祖國》和《一個神奇的地方》等[24][25]。
- 據澳門特區政府介紹，煙花會在澳門半島七處地點同時燃放，分別在嘉樂庇大橋燃放瀑布煙花、四吋禮花彈及盆花；嘉樂庇總督大橋及澳門旅遊塔之間的空地燃放水彈、六吋禮花彈及盆花；美高梅金殿對開空地燃放水彈、六吋禮花彈及盆花；停泊在嘉樂庇大橋兩側的四艘躉船燃放八吋禮花彈及盆花[26]。

#### 籌備過程及公開招標
- 在煙花舉行前，澳門旅遊局亦為該大型煙花匯演進行公開招標，包括中國大陸、香港、澳門、新加坡及法國的公司均參與競投，最後由湖南省瀏陽市的熊貓煙花有限公司獲得批給負責本次匯演。該公司曾組織2008年北京奧運會及中華人民共和國建國六十周年之煙花表演。擔任澳門國際煙花比賽匯演技術顧問多年的伊仁‧華度（Ian Riedel），獲邀擔任今次慶祝澳門特別行政區成立十周年煙花滙演的顧問。[26]

#### 音樂播放
- 為使煙花匯演有更佳效果，旅遊局於五個位置擺設音響系統播放音樂，而澳門電台中文頻道FM100.7頻率也會播送現場表演音樂。備有音樂播放系統的地點有南灣湖景大馬路、沙格斯大馬路與嘉樂庇總督大橋之間休憩區（永利酒店旁邊）、孫逸仙大馬路（壹號湖畔前方）、孫逸仙大馬路（面向南灣湖）及氹仔海洋大馬路。[26]

#### 交通管制措施
活動舉行前夕及期間，嘉樂庇總督大橋於12月19日起實施有限度通車，20日當天禁止行人通行，其後在活動舉行前後及期間禁止所有車輛通行，期間巴士及的士須改道行駛。

### 2014年：慶祝澳門回歸十五周年煙花匯演
2014年，為慶祝澳門特別行政區成立十五周年，澳門特別行政區政府旅遊局以“花开十五载，共圆百年梦”为主题，於12月20日當天在澳門旅遊塔、觀音蓮花苑對開海面舉行大型煙花匯演，每邊將排列三艘躉船，配合音樂、燈光及鐳射效果，燃放大型璀璨的煙花，歷時30分鐘。
媒體播放方面，中央電視台新聞頻道及中央電視台英語新聞頻道；澳廣視澳視澳門及澳視高清全程直播該煙花匯演，澳門電台中文頻道FM100.7頻率於煙花匯演舉行期間播放背景音樂。

## 相關
- 澳門國際煙花比賽匯演（每年9至10月舉行，活動期包括中秋節及中華人民共和國國慶節）
- 澳門慶祝中華人民共和國國慶煙花匯演（因澳門國際煙花比賽匯演取消而獨立舉行之慶祝中華人民共和國國慶節的煙花表演）
- 澳門除夕倒數活動（澳門元旦煙花匯演）
- 澳門農曆新年煙花表演

## 備註
1. ↑  部分資料不完整或缺乏相關資料